# BundID
Die BundID, früher als Nutzerkonto Bund (NKB) bezeichnet, ist ein zentrales Nutzerkonto für alle Bürgerinnen und Bürger in Deutschland, die sich hiermit für Online-Verwaltungsleistungen öffentlicher Stellen identifizieren und authentifizieren können. Mit einem BundID-Konto können Online-Anträge bei Behörden des Bundes, der Länder, der Kommunen sowie der mittelbaren Verwaltungen gestellt werden. Außerdem bietet die BundID ein Postfach, in das eine Behörde mit Einverständnis der Nutzer ausgestellte Bescheide einstellen und damit rechtskräftig zustellen kann.
Die Registrierung eines Nutzerkontos und die Anmeldung bei der vom Bundesministerium für Digitales und Staatsmodernisierung betriebenen BundID erfolgen nach den Vorgaben der europäischen eIDAS-Verordnung. Die gesetzliche Grundlage der BundID findet sich im Onlinezugangsgesetz (OZG). Als Identifizierungsmittel kann u. a. ein Online-Ausweis wie der deutsche Personalausweis mit eID-Funktion verwendet werden.
Die BundID wird in deutscher, englischer, ukrainischer und russischer Sprache angeboten (Stand: Juli 2025).
| Zeitpunkt        | Anzahl der Nutzer | Q           |
| ---------------- | ----------------- | ----------- |
| November 2020    | 0>10.000          | [ 3 ]       |
| Ende 2021        | 0>80.000          | [ 4 ]       |
| Februar 2022     | >100.000          | [ 4 ]       |
| September 2022   | >200.000          | [ 5 ]       |
| Ende 2022        | >240.000          | [ 6 ]       |
| 9. Januar 2023   | 0252.987          | [ 7 ]       |
| Ende Januar 2023 | <257.000          | [ 6 ] [ 8 ] |
| Februar 2023     | >407.000          | [ 6 ]       |
| 8. Mai 2023      | 2,8 Millionen     | [ 7 ]       |
| 13. Oktober 2023 | 3,4 Millionen     | [ 9 ]       |
| Ende 2023        | 3,55 Millionen    | [ 10 ]      |
| 21. Mai 2024     | 4 Millionen       | [ 10 ]      |
| Ende 2024        | 5 Millionen       | [ 11 ]      |

## Geschichte
2019 startete die BundID unter dem Namen Nutzerkonto Bund (NKB), um für Bundesverwaltungsangelegenheiten ein OZG-konformes Nutzerkonto anzubieten.
Im Dezember 2020 wurde die eIDAS-Konformität erreicht. Seit August 2021 erfüllt die BundID alle gesetzlichen Mindestanforderungen, die das OZG an Servicekonten stellt.
Zum Ende 2022 ist die BundID in 43 Online-Diensten und Portalen integriert. 2022 kamen beispielsweise der Online-Dienst zur Beantragung des Aufenthaltstitels zur Erwerbstätigkeit des Ministeriums für Inneres, Bau und Digitalisierung (MIK) des Landes Brandenburg, der Onlineantrag auf Mutterschaftsgeld des Bundesamts für Soziale Sicherung (BAS) sowie das Serviceportal der Unfallversicherungen (DGUV) hinzu. Bei einem Großteil der Anbindungen handelt es sich um Portale, über welche weitere Online-Dienste angebunden sind. Ende 2022 beschlossen die Länder Hessen, Saarland und Sachsen-Anhalt, auf das Nutzerkonto Bund zu setzen und ihre eigenen Konten stufenweise abzuschalten. Im Februar 2023 wurde bekannt, dass das Land Nordrhein-Westfalen ebenfalls zur BundID wechseln wird. Zum 1. April 2024 wurden die letzten der bisher 16 Servicekonten der Bundesländer zugunsten der BundID abgeschaltet.
Für Studenten und Auszubildende wurde 2023 die Auszahlung der Energiepreispauschale in Höhe von 200 Euro an die Voraussetzung gekoppelt, dies über eine BundID zu beantragen. Es wird erwartet, dass die Nutzungszahlen dementsprechend ansteigen. Kritiker bemängeln, dass hier die Freiwilligkeit der datenschutzrechtlichen Einwilligung unter Artikel 7 der Datenschutz-Grundverordnung (DSGVO) fehle. Berichten zufolge kam es hierbei zudem zu technischen Problemen und erheblichen Wartezeiten.
Seit dem 12. Oktober 2023 können Bürger für die Kommunikation mit der Justiz auch ein kostenfreies Postfach (Mein Justizpostfach) nutzen, bei dem sie sich mit der BundID registrieren bzw. anmelden können.
Die Zuständigkeit für die BundID wurde im Mai 2025 vom Bundesministerium des Innern zum neuen Bundesministerium für Digitales und Staatsmodernisierung (BMDS) übertragen.

## Vertrauensniveaus und Identifikationsmittel
Beim Nutzerkonto Bund bestehen drei verschiedene Vertrauensniveaus. Diese hängen vom verwendeten Identifikationsmittel ab.
| Identifikationsmittel        | Vertrauensniveau                     | sicherheitsbildende Faktoren |
| ---------------------------- | ------------------------------------ | --- |
| Online-Ausweis               | Hoch                                 | Haben: Online-Ausweis (Personalausweis, elektronischer Aufenthaltstitel oder eID-Karte für Unions- und EWR-Bürger) Wissen: PIN zum Ausweis |
| EU Identität (nicht deutsch) | Hoch Substanziell Basisregistrierung | Abhängig von den Faktoren des jeweiligen EU-Staates (Realisierung durch das Single Digital Gateway (SDG) der EU)                           |
| ELSTER-Zertifikat            | Substanziell                         | Haben: ELSTER-Zertifikat Wissen: Passwort des Zertifikates                                                                                 |
| Benutzername und Passwort    | Basisregistrierung                   | Wissen: Benutzername und Passwort |

Anbieter von Verwaltungsdienstleistungen können entscheiden, welches Vertrauensniveau sie voraussetzen, damit ein Antrag online gestellt werden kann. Es gilt dabei die Vorgabe, je persönlicher und schützenswerter die Daten werden, umso höher muss das Vertrauensniveau sein.

## Weiterentwicklung
Zu der steten Weiterentwicklung gehören neue Funktionen, die Anbindung von mehr digitalen Verwaltungsleistungen sowie eine Erneuerung des Designs, um die Benutzerfreundlichkeit zu optimieren.
Zu diesen Weiterentwicklungen gehörte auch die Erfüllung der technischen Voraussetzungen der Smart-eID (Personalausweis auf Smartphone). Nach Bereitstellung der Smart-eID sollte sie auch als Identifikationsmittel bei der BundID genutzt werden können. Im Dezember 2023 wurde aber bekannt, dass das Bundesministerium des Innern das seit März 2022 laufende Pilotprojekt zur Smart-eID eingestellt hat.
Gemäß § 12 Abs. 1 Satz 3 Onlinezugangsgesetz (OZG) in der Fassung vom 19. Juli 2024 soll das durch den Bund bereitgestellte zentrale Bürgerkonto zu einer DeutschlandID weiterentwickelt werden. Der Zeitpunkt der Umbenennung ist jedoch offen, da eine Umbenennung mit erheblichen, auch finanziellen Aufwänden verbunden und daher erst im Anschluss an die funktionalen Entwicklungen vorgesehen sei.
Zu den geplanten Weiterentwicklungen sollen ebenfalls die folgenden Funktionalitäten gehören:
- eine bidirektionale Kommunikation im Postfach des Nutzerkontos zum Austausch antragsbezogener Nachrichten zwischen Antragsteller und Behörde,
- ein Statusmonitor über den aktuellen Bearbeitungsstatus eines Antrags,
- sowie eine Schnittstelle von der BundID zur 2027 geplanten Europäischen Brieftasche für die digitale Identität (EUDI-Wallet – EU Digital Identity Wallet).